# جب أبيض
جب أبيض قرية سوريّة تتبع إداريّاً لمحافظة حلب منطقة منبج ناحية مركز منبج، بلغ تعداد سكانها 358 نسمة حسب التعداد السكاني لعام 2004.